# Operazione Hardtack I
La serie di test nucleari denominata Operazione Hardtack I si riferisce alle detonazioni nucleari condotte dagli Stati Uniti d'America negli atolli Enewetak e di Bikini, appartenenti alle Isole Marshall, e nell'atollo Johnston dal 28 aprile al 18 agosto 1958. La serie fu la terza effettuata dagli Stati Uniti d'America nei Pacific Proving Grounds e, alla data della sua realizzazione, essa contava un numero di esplosioni maggiore della somma di tutte le esplosioni nucleari precedentemente avvenute nel Pacifico.
L'operazione fu diretta dalla Joint Task Force 7 (JTF 7), che incorporava sia personale civile che militare ma che era di fatto organizzata con una struttura militare. In tutto, essa contava 19 100 elementi, tra cui militari dell'esercito, impiegati civili federali e operatori facenti parte del Dipartimento della Difesa (DOD) e della Commissione per l'energia atomica degli Stati Uniti d'America (AEC).

## Scopi
Gli scopi dell'operazione erano diversi ma fondamentalmente si possono identificare tre direzioni principali di ricerca. La prima verteva allo sviluppo di nuovi tipi di armi nucleari. A questo scopo furono fatti detonare dispositivi sperimentali realizzati dai laboratori nazionali di Los Alamos e dai laboratori nazionali Lawrence di Berkeley, entrambi sovvenzionati dalla AEC. In ognuna delle detonazioni in cui furono utilizzati tali ordigni anche il ministero della difesa portò avanti dei propri test ed esperimenti, senza comunque ostacolare le ricerche dell’AEC. Il secondo filone di ricerche, portato avanti dal ministero della difesa, era diretto a esaminare quanto le esplosioni sottomarine potessero danneggiare le navi della marina militare. L'ultimo dei tre scopi principali era infine lo studio delle esplosioni nucleari in alta atmosfera e l'ideazione di strumenti difensivi nei confronti di missili balistici intercontinentali. Per questi studi in particolare furono condotti tre test individuali (denominati Orange, Teak e Yucca), i primi di sempre a prevedere una detonazione nucleare in alta atmosfera.

## Contesto storico

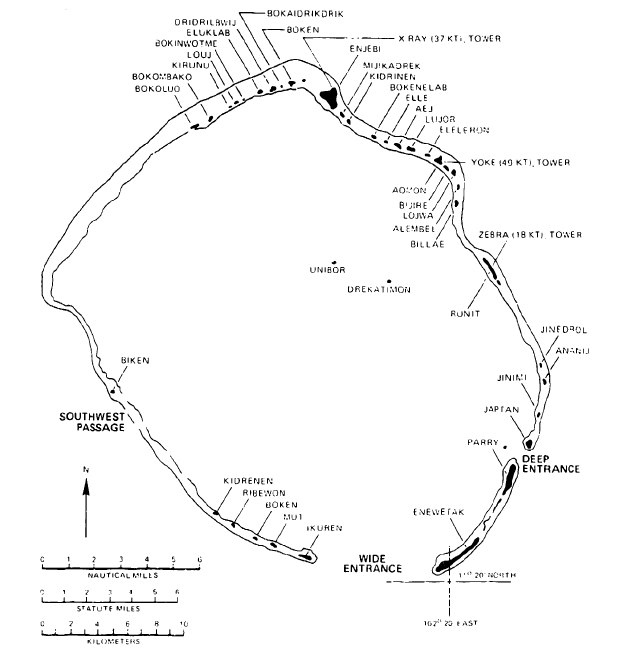
Mappa dell'atollo di Enewetak; nella metà settentrionale dell'atollo è presente la maggior parte delle isole, tra cui l'isola Dridrilbwij, che fu polverizzata dal test Koa.

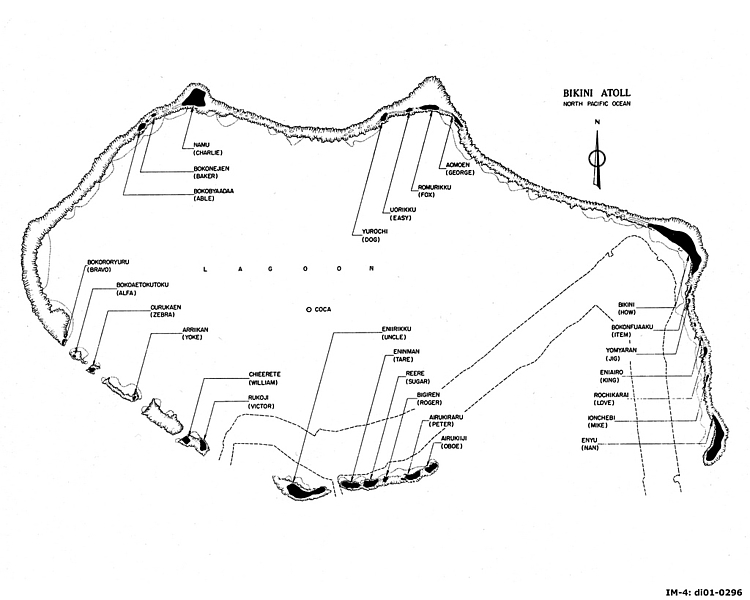
Mappa dell'atollo di Bikini.

La progettazione e la realizzazione dell'Operazione Hardtack I furono influenzati non solo dai risultati ottenuti nei test nucleari precedenti ma anche dal contesto politico mondiale di quegli anni. A cominciare dal 1956, infatti, la preoccupazione dell'opinione pubblica al riguardo delle radiazioni nucleari derivanti dai test iniziò a farsi sentire, tanto che la questione della fine dei test nucleari e della sicurezza nucleare fu una di quelle che tenne banco durante le elezioni presidenziali del 1956, tanto più che anche l'Unione Sovietica aveva già pubblicamente proposto una moratoria sui test.
Nel giugno del 1956, in un rapporto intitolato The Biological Effects of Atomic Radiation, l'Accademia nazionale delle scienze statunitense (National Academy of Sciences, NAS) aveva raccomandato l'adozione di nuovi e più bassi limiti di esposizione alle radiazioni per la popolazione e l'AEC, ossia l'ente che supervisionava lo sviluppo delle armi nucleari statunitensi, aveva deciso di accettare tali raccomandazioni, anche se alcuni dei suoi membri asserirono che tali limiti erano stati calcolati erroneamente e che sarebbe stato meglio rivederli in un futuro prossimo per abbassarli ancora. Charles L. Dunham, direttore del reparto di biologia e medicina dell'AEC, dichiarò che l'adozione di tali nuovi limiti avrebbe posto fino alla realizzazione di test nel sito di test nucleari del Nevada e, assieme ad altri ufficiali dell'AEC, raccomandò di spostare tutti i futuri test nucleari previsti sul suolo statunitense nel Pacifico, così da eliminare del tutto la necessità di determinare una soglia di pericolosità del fallout nucleare.
Sempre nel 1956, l'AEC aveva progettato una serie di test che includeva detonazioni nucleari per cui era previsto un fallout non trascurabile. La serie, denominata Operazione Plumbbob, incluse alla fine 29 detonazioni, realizzate dal 24 aprile al 7 ottobre 1957, e fu, al tempo della sua realizzazione, la più costosa mai condotta nel sito nevadese. A questa seguì poi la serie Project 58/58A (che vide lo svolgimento di quattro test di sicurezza svolti dal 6 dicembre 1957 al 14 marzo 1958 sempre in Nevada) e quindi l'Operazione Hardtack I. Già ai tempi dell'Operazione Plumbbob, il Presidente Eisenhower fu piuttosto dubbioso nel firmare l'approvazione, tanto che l'AEC tenne diverse riunioni, poi rivelatesi infruttuose, riguardanti lo spostamento di alcuni dei test dell'Operazione Plumbbob nei siti pacifici in cui era stato pianificato di realizzare quelli della seguente operazione Hardtack I, in modo da minimizzare la ricaduta di materiale nucleare sul suolo statunitense.
Quando l'Operazione Plumbbob prese il via, nella primavera del 1957, il processo di organizzazione per l'Operazione Hardtack I era già stato avviato e prevedeva già un numero di detonazioni maggiore rispetto alla suddetta operazione. Allo stesso tempo, comunque, le preoccupazioni del mondo intero sulla proliferazione nucleare e sulle conseguenze dei test atomici aveva condotto a incontri ufficiali tra gli Stati Uniti d'America, l'Unione Sovietica e le altre nazioni in cui furono discussi la messa al bando globale dei test nucleari e la messa a punto di un piano di disarmo. Il 9 agosto 1957, il direttore dell'AEC Lewis L. Strauss consegnò un piano preliminare dell'Operazione Hardtack I al Presidente Eisenhower, il quale mosse alcune obiezioni circa la durata di ben quattro mesi del programma di test e circa il fatto che il numero di test previsti, 25, fosse maggiore rispetto ai 24 dell'Operazione Plumbbob. Il risultato dell'incontro fu che Eisenhower alla fine permise di effettuare test con una potenza non superiore ai 15 megatoni e ordinò che il tutto fosse condotto nel minor tempo possibile.
Come detto, all'Operazione Plumbbob fece seguito la serie di test Project 58/58A, che prese il via il 6 dicembre 1957. Si trattò di 4 test di sicurezza volti a verificare che gli ordigni non avrebbero dato accidentalmente origine a detonazioni nucleari in caso di esplosioni accidentali dell'esplosivo convenzionale contenuto in essi. Sebbene quindi non fosse previsto alcun rilascio di materiale nucleare nel corso dei quattro test, il test denominato Coulomb-C, condotto il 9 dicembre 1957, non andò come previsto e ci fu una detonazione nucleare imprevista della potenza di 0,5 chilotoni. L'esplosione creò una nuvola radioattiva che si diresse verso Los Angeles e, anche se i valori di radioattività testati in città si mantennero sempre al di sotto della soglia di sicurezza, tale evento provocò molta preoccupazione nell'opinione pubblica, la quale iniziò a interessarsi molto di più alla sicurezza nucleare.
Al fine di venire incontro alle richieste di Eisenhower, alcuni test previsti per l'Operazione Hardtack I furono cancellati, ma ben presto altri presero il loro posto. Strauss, comunicò quindi al Presidente che un così elevato numero di test era dovuto alle richieste del ministero della difesa di un numero maggiore di tipi diversi di armi nucleari e alla fine, nel gennaio del 1958, Eisenhower approvò la realizzazione di 25 test. Il 31 marzo 1958 l'Unione Sovietica annunciò la sospensione di tutti i test nucleari, invitando gli Stati Uniti d'America a fare altrettanto. Il 9 maggio, il leader sovietico Nikita Sergeevič Chruščëv accettò l'invito di Eisenhower a prendere parte a incontri in cui si discutesse di una moratoria dei test nucleari e le negoziazioni iniziarono così il primo giorno di luglio dello stesso anno. Come risultato, il 22 agosto 1958 Eisenhower annunciò al mondo che gli USA avrebbero sospeso i test a partire dal 31 ottobre 1958. Poiché, quindi, sembrava che l'Operazione Hardtack I sarebbe stata l'ultima possibilità di testare ordigni nucleari, gli scienziati atomici statunitensi decisero di aggiungervi altri test, che arrivarono così a un totale di 35.
A fronte di un così elevato numero di test, negli USA ci furono diverse proteste pubbliche al riguardo dell'operazione. A destare maggior preoccupazione erano in particolare i test in alta atmosfera; alcuni studi pubblicati nel marzo del 1958, infatti, avevano ipotizzato che persone lontane fino a 640 km dall'epicentro dell'esplosione avrebbero potuto subire danni alla retina nel caso di due dei tre test di questo tipo previsti, ossia nel caso dei test Orange e Teak. Per calmare le proteste, l'AEC decise quindi di spostare il sito di realizzazione di quei test sull'atollo Johnston, distante 866 km dall'isola abitata più vicina. I test nucleari in alta atmosfera causarono i primi impulsi elettromagnetici nucleari ad alta quota mai realizzati dall'uomo e, tanto per dare un'idea del loro effetto, si pensi che il test Teak, che vide una detonazione di 3,8 megatoni a 76,8 km di quota, produsse l'effetto di un'aurora polare visibile sin dalle isole Hawaii, distanti 1297 km, portando a un totale black-out delle comunicazioni radio ad alta frequenza che durò 9 ore in Australia e non meno di due ore alle Hawaii.

## Test in alta atmosfera
L'Operazione Hardtack I comprese tre test nucleari condotti in alta atmosfera che furono svolti con lo scopo di verificare quali effetti avrebbe avuto quel tipo di esplosioni nucleari sui materiali e sui sistemi elettronici.

Prima dello svolgimento dei test ci fu anche una certa preoccupazione data dal fatto che non si sapeva se una detonazione nucleare a simili altitudini avrebbe potuto creare un buco nell’ozonosfera. Alla fine si decise comunque di procedere con i test poiché i capi del progetto reputarono che un'eventuale distruzione dell'ozono presente in alta atmosfera sarebbe stata ricompensata dall'ozono che si sarebbe venuto a creare nelle esplosioni, cosa che era risultata dai diversi test sottomarini condotti in precedenza. Inoltre si concluse che, se anche tale teoria si fosse rivelata inesatta, un eventuale buco nello strato di ozono sarebbe stato di natura trascurabile. Al termine dell'Operazione Newsreel, nome con cui è conosciuto l'insieme dei due test Orange e Teak, analisi dello strato di ozono rivelarono che effettivamente esso era stato danneggiato solo in minima parte dalle esplosioni.

### Yucca
Il primo dei tre test ad essere effettuato fu lo Yucca, che fu condotto nei pressi dell'atollo di Enewetak il 28 aprile 1958. L'ordigno fu agganciato a un pallone aerostatico e fu fatto esplodere a un'altezza di 26,2 km, rilasciando una potenza di 1,7 kt. Onde evitare che il pallone fosse deviato dai forti venti presenti nell'atollo, esso non fu fatto partire da terra, bensì fu lanciato da aereo e poi lasciato salire fino alla quota desiderata e, per essere sicuri del risultato, furono testati ben 86 palloni prima di quello recante l'ordigno. Quest'ultimo era poi stato dotato di misure di sicurezza particolari che prevenissero il verificarsi di una detonazione nucleare prima del decollo e anche nel caso in cui esso si fosse sganciato dal pallone e fosse precipitato in mare. Per quest'ultima evenienza, ad esempio, erano stati predisposti nella bomba dei rilevatori di acqua salata che, in caso di evenienza, avrebbero distrutto il sistema elettrico impedendo che l'acqua salata, conduttrice, potesse causare un cortocircuito e far detonare l'ordigno.

### Teak

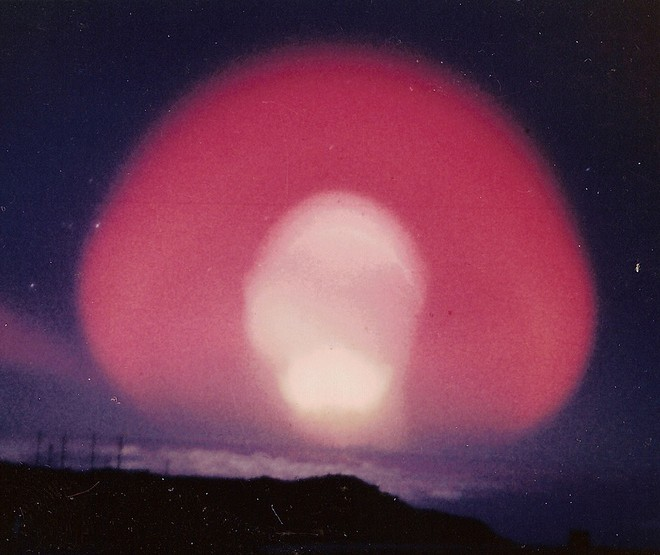
L'esplosione del test Teak, a circa 76 km di quota.

I test Teak e Orange, ben più potenti del test Yucca, furono invece condotti, per motivi già esposti, nei pressi dell'atollo Johnston. Il Teak, che liberò una potenza pari a 3,8 megatoni, fu il secondo test in alta atmosfera mai condotto e il primo di potenza superiore al megatone. A differenza del test Yucca, per portare l'ordigno in alta quota fu utilizzato un missile Redstone con la testata modificata; già in precedenza, durante l'Operazione Teapot, un ordigno nucleare era stato montato su un missile, ma si era trattato di un test di potenza pari a 3,2 chilotoni, ossia mille volte inferiore a quella del test Teak, e inoltre si era trattato di un missile aria-aria. Anche in previsione di una simile potenza, le misure di sicurezza furono maggiori rispetto a quanto accaduto con il test Yucca, ad esempio fu indicato a tutte le navi civili di rimanere ad almeno 760 km di distanza dall'atollo Johnston, distanza che per i velivoli civili fu aumentata a 965 km.
 Il missile fu dunque lanciato alle 23:47 locali del 31 luglio e l'ordigno che trasportava fu fatto detonare 3 minuti dopo, a un'altitudine di 76,2 km. L'esplosione fu avvistata sin dalle isole Hawaii, distanti 1297 km dall'atollo Johnston, e rimase visibile per mezz'ora, con le comunicazioni ad alta frequenza che rimasero impossibili per ore in tutta l'area del Pacifico, tanto che il personale rimasto all'atollo non poté comunicare la riuscita del test per ore.

Prima dell'esecuzione del test furono distribuiti occhiali protettivi al personale rimasto sull'isola Johnston ma, oltre che con il rischio di cecità, il personale dovette fare i conti anche con la radiazione termica risultante dall'esplosione, tanto che alcuni membri della squadra affermarono poi di aver subito l'effetto di una lieve scottatura solare. Alcuni problemi furono registrati anche nella fauna dell'atollo, gli uccelli dell'isola Johnston, ad esempio, furono visti in condizioni di disorientamento anche se non si seppe dire se ciò fosse dovuto alla cecità o all'effetto della radiazione termica. Per questo, l'AEC decise di prendere misure a protezione della fauna dell'intero atollo per il successivo test Orange. 

### Orange
Il test Orange fu effettuato l'11 agosto 1958, dodici giorni dopo il test Teak, e come quest'ultimo vide l'utilizzo di un ordigno da 3,8 megatoni lanciato su un missile Redstone. Il missile fu lanciato alle 22:27 locali dall'isola Johnston in direzione sud e l'ordigno fu fatto esplodere dopo 3 minuti, quando si trovava 41 km a sud dell'isola e a un'altitudine di 43 km. La diversa traiettoria data al missile rispetto al test Teak fu dovuta alla volontà di non far avvenire la detonazione direttamente sopra l'isola e diminuire così l'effetto delle radiazioni sul personale. A causa della minore altezza, e anche di una certa nuvolosità, l'esplosione fu visibile solo per cinque minuti dalle Hawaii, destando meno impressione rispetto al test Teak, e anche la durata dell'interruzione delle comunicazioni in alta frequenza fu decisamente più ridotta.

Le misure di sicurezza adottate per il test Orange furono più o meno le stesse adottate nel test Teak, a parte il fatto che si decise di proteggere meglio la fauna dell'isola Sand, una delle isole principali dell'atollo, ritenuta un paradiso per gli uccelli. Per questo, poco prima dell'esplosione si decise di creare una coltre di fumo a protezione dell'isola.

## Test superficiali
Dei 35 test nucleari compresi nell'Operazione Hardtack I, solo quattro furono effettuati sulla superficie: Cactus, Koa, Quince e Fig, tutti condotti sull'atollo di Enewetak dal maggio all'agosto 1958. Rispetto ai test in alta atmosfera e a quelli sottomarini, i test superficiali presentano un maggior numero di problemi legati all'esposizione alle radiazioni, perché naturalmente c'è una maggior quantità di materiale circostante all'esplosione che viene trasformato in detrito radioattivo, materiale che viene poi portato in aria dalla stessa esplosione e che, ricadendo, porta al fallout nucleare. Naturalmente però, la presenza di materiale radioattivo in atmosfera ha una durata molto inferiore nel caso di test superficiali; la nuvola radioattiva creata da questi ultimi, infatti, arriva a un'altezza massima di circa 20 km, non andando quindi oltre la bassa stratosfera, e i tempi di residenza di isotopi radioattivi nell'atmosfera possono essere anche di 13 anni inferiori a quanto avviene nel caso di esplosioni in alta atmosfera.

### Cactus

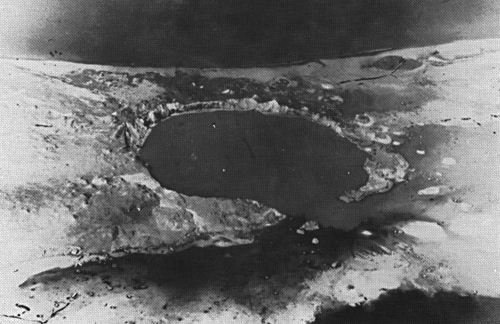
Il cratere lasciato dal test Cactus sull'isola Runit.

Il test Cactus fu il secondo in assoluto della serie Hardtack I e fu eseguito verso le 6:15 locali del 6 maggio 1958 all'estremità settentrionale di Runit, un'isola dell'atollo di Enewetak. La detonazione sprigionò una potenza di 18 kt e un fungo nucleare che arrivò a un'altezza di 5,79 km dopo 10 minuti e di 4,57 km dopo 20 minuti. Le previsioni sulla distribuzione e l'intensità del fallout nucleare si rivelarono corrette. Il picco di intensità si ebbe direttamente sopra il sito dell'esplosione e raggiunse i 440 R, mentre a metà dell'isola tale valore raggiunse gli 1,7 R e, grazie a forti venti che soffiavano verso est, all'estremità meridionale dell'isola si raggiunsero valori di soli 0,005 R.
Il ministero della difesa condusse diversi studi in occasione del test, uno di questi fu lo studio delle caratteristiche fisiche del cratere e dell'area ad esso circostante prima e dopo la detonazione. Per condurre tale studio, denominato "Project 1.4", dopo che il livello di radiazioni si fu abbassato, fu montata una telecamera su un velivolo RB-50 che sorvolò l'area mentre altre misure furono prese ad altezza zero, misurando infine il cratere grazie alla fotogrammetria. Altre misurazioni effettuate riguardarono poi l'onda d'urto ad altezza zero ("Project 1.7") e la capacità di penetrazione di questa nel suolo ("Project 1.8" e "Project 1.9") e proprio a questo scopo furono seppelliti 43 sensori a varie profondità a 183 m di distanza dall'esplosione. Come parte del "Project 2.8", invece, furono effettuate misurazione del fallout grazie a campionamenti dell'aria svolti con un nuovo tipo di razzo sonda progettato dai laboratori Lawrence di Berkeley a cui seguirono dei velivoli B-57D e WB-50, i quali campionarono l'aria a un'altezza di 300 m dalle 4 alle 24 ore dopo la detonazione. Lo studio "Project 3.2" riguardò invece l'analisi della resistenza strutturale di archi in  acciaio corrugato. Le strutture furono poste a diversa distanza dall'esplosione e furono recuperate otto giorni dopo il test. Altri test riguardarono poi gli effetti della pressione e della radiazione termica sui velivoli e sui piloti, così il "Project 5.2" riguardò due A4D-1, mentre il "Project 5.3" riguardò due FJ-4. Lo studio "Project 6.4", portato avanti dal laboratorio per la ricerca e sviluppo di segnali dell'esercito, riguardò invece l'analisi degli impulsi elettromagnetici post-detonazione, il "Project 6.5" analizzò l'eco radar lasciato dalla palla di fuoco prodotta dall'esplosione e il "Project 6.6" misurò invece le caratteristiche fisiche della nuvola radioattiva generata dal test dopo che questa si fu stabilizzata.

### Koa
L'ordigno del test Koa fu fatto detonare alle 6:30 locali del 13 maggio 1958, sul lato occidentale dell'isola di Dridrilbwij. L'esplosione rilasciò una potenza di 1,37 megatoni, ossia circa 76 volte più grande di quella rilasciata dal test Cactus. Il fungo nucleare prodotto raggiunse un'altezza di circa 18 km dopo 17 minuti e anche in questo caso le previsioni sul fallout si rivelarono esatte.

Due anni prima, nel corso dell'Operazione Redwing, l'ordigno del test Apache era stato fatto detonare su una chiatta al largo della costa di Dridrilbwij. In quel caso l'esplosione aveva rilasciato una potenza di 1,85 megatoni ma l'isola era stata risparmiata, nel caso del test Koa, invece, l'intera Dridrilbwij fu polverizzata.
Anche in questo caso il ministero della difesa condusse diversi studi durante e dopo l'esplosione, che furono grossomodo quelli realizzati nel caso del test Cactus, anche se con qualche differenza, ad esempio la misurazione dettagliata del cratere ("Project 1.4") poté essere effettuata soltanto quattro giorni dopo lo svolgimento del test a causa dell'elevato tasso di radiazioni. Uno degli studi condotti solo nel caso del test Koa fu il "Project 3.6", che riguardò la resistenza di alcune strutture in calcestruzzo rinforzato che furono seppellite a diverse profondità, ma comunque vicine alla superficie, nei pressi dell'ordigno.

### QuinceeFig
I test Quince e Fig furono condotti rispettivamente il 6 agosto alle 2:15 UT e il 18 agosto alle 4:00 UT, nuovamente su Runit, stavolta nella regione centrale dell'isola, e furono gli ultimi test della serie Hardtack I ad avere luogo nell'atollo di Enewetak. I due test videro l'utilizzo di ordigni sperimentali realizzati dai laboratori Lawrence di Berkeley con la sponsorizzazione di DOD e AEC. Una delle maggiori differenze tra i due test fu che nel caso del test Fig furono poste sul suolo circa 130 tonnellate di terreno proveniente dal sito di test del Nevada. Dopo il test Quince, infatti, il sito di test necessitò di una decontaminazione prima dello svolgimento del test Fig e così furono rimossi dagli 8 a i 13 cm di terreno da un'area di 8 per 25 metri e, nei lavori di scavo, fu utilizzata la nuova terra come rimpiazzo. Quince si rivelò un parziale insuccesso, risultando in una cosiddetta "fiammella", con un fungo che raggiunse i 630 m di altezza, mentre Fig ebbe successo, rilasciando una potenza di 0,02 chilotoni e creando un fungo che arrivò a un'altezza di 1,3 km. Anche nel caso di questi test il DOD portò avanti diversi studi, anche se in minor quantità rispetto ai test precedenti, poiché, data la minor potenza e il minor fallout previsto per queste due detonazioni alcuni test come quelli riguardanti la resistenza di strutture e l'effetto sui velivoli non furono condotti.

## Test su chiatta

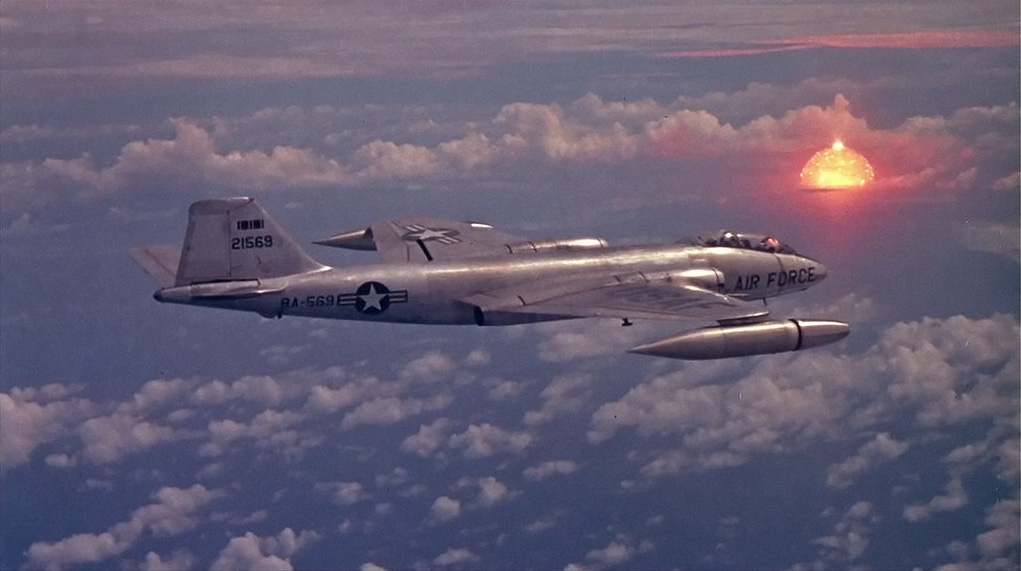
Una veduta aerea della detonazione del test Poplar, la più potente della serie Hardtack I.

Ben 26 dei 35 test effettuati durante l'Operazione Hardtack I furono effettuati ponendo l'ordigno su una chiatta al largo delle coste degli atolli di Bikini ed Enewetak. L'utilizzo di questa tecnica, usata per la prima volta nel 1954, nel corso dell'Operazione Castle, aveva diversi vantaggi, tra cui quello di non creare aree di terreno radioattivo. Durante l'operazione Castle erano stati creati, al largo delle coste degli atolli, due grandi crateri sottomarini e fu quindi deciso di usare quelli come luoghi in corrispondenza di cui effettuare i test. Ciò permise di utilizzare sempre le solite aree per posizionare gli strumenti di misura, risparmiando tempo e soldi per la costruzione di strutture, e di evitare sia di effettuare le preventive operazioni di decontaminazione, sia di dover attendere i lunghi tempi di decadimento della radioattività ambientale prima di condurre un altro test. In tutto, i 26 test su chiatta furono effettuati in soli cinque diversi siti e tra di essi ci furono i test più potenti di tutta l'operazione, ossia il test Oak, effettuato il 29 giugno 1958, che produsse una potenza di 8,9 megatoni, e il test Poplar, effettuato il 12 luglio 1958, che sprigionò una potenza di 9,3 megatoni e produsse un fungo nucleare che salì immediatamente oltre la quota limite di 18,6 km dei radar.
Il DOD condusse studi solo su alcuni di questi test. I dati relativi ai singoli test sono riportati nella tabella riassuntiva a fine voce.

## Test sottomarini
L'Operazione Hardtack I comprese due test sottomarini, denominati Wahoo e Umbrella. Lo scopo principale di entrambi i test fu quello di verificare i danni prodotti da esplosioni nucleari sottomarine a navi e materiali della marina militare. Entrambi i test furono condotti nei pressi dell'atollo di Enewetak, che fu scelto per l'uniformità dei suoi fondali, cosa quest'ultima molto importante per la conduzione dei test, poiché avrebbe garantito di ormeggiare nel modo più sicuro possibile i natanti utilizzati come bersaglio e i sensori sottomarini.

Durante una detonazione nucleare sottomarina si forma una bolla, dovuta alla vaporizzazione dell'acqua, che assorbe il calore dell'esplosione e, a seconda dell'energia dispersa e della profondità a cui è avviene l'esplosione, questa bolla può o meno arrivare fino in superficie. La formazione della bolla porta a un enorme spostamento di acqua, la quale poi torna nella posizione iniziale quando la bolla collassa creando la cosiddetta "piscina radioattiva", in cui si ha la più alta concentrazione di materiale radioattivo.
Durante tutti e due i test furono condotti diversi studi inerenti alla generazione delle onde, alle variabili idrodinamiche e al rilascio di energia. Ciò fu possibile grazie all'impiego di sensori che furono piazzati sia sulle navi bersaglio, sia su palloni galleggianti, sia sott’acqua, appesi a boe galleggianti. Dopo la detonazione, inoltre, furono svolti rilevamenti oceanografici, sismologici e idrografici. Nel caso del test Umbrella, poi, si testò anche l'utilizzo di una detonazione nucleare per distruggere un eventuale campo minato, per questo, 120 mine inerti furono disposte a distanze che andavano da 460 a 2 440 metri dall'esplosione. Alla fine del test, tutte le mine furono ripescate per studiare l'effetto che l'esplosione aveva avuto su di esse.
Oltre che la verifica dei danni inferti da un'esplosione nucleare sottomarina ai natanti circostanti, quello che si voleva misurare era anche la contaminazione da radiazioni subita da questi. Al fine di poter raccogliere i dati al riguardo il più velocemente possibile, fu creata un'unità di 200 persone che agisse nel più breve tempo possibile, lavorando a turni per mantenere la dose di radiazioni assorbita sotto i 2 röntgen e con in dotazione speciali tute dotate di respiratori, perché effettuasse le misurazioni e poi provvedesse alla decontaminazione delle navi. Queste infatti, dopo essere state esaminate e decontaminate in seguito al primo test, furono riparate per poi essere utilizzate anche nel secondo.

### Wahoo
Il test Wahoo fu il primo test sottomarino della serie Hardtack I. Il test può essere considerato una continuazione di quello effettuato nell'Operazione Wigwam, svolta tre anni prima a 930 km dalle coste di San Diego, e, come nel caso del suo predecessore, anch'esso fu svolto per analizzare gli effetti di un'esplosione sottomarina sui sistemi navali. L'ordigno fu dunque piazzato a 150 metri di profondità al largo dell'atollo di Enewetak, mentre diverse serie di sensori furono piazzate a profondità che andavano da 732 a 1 463 metri attorno alla bomba. Le navi usate come bersaglio furono tre cacciatorpediniere, un sommergibile vero e proprio, un sommergibile finto già usato nell'operazione Wigwam e una nave mercantile.

Le condizioni di correnti e venti ottimali per la realizzazione del test si ebbero il 16 maggio e così l'ordigno fu fatto detonare alle 1:30:00,5 UT. Meno di un secondo dopo la detonazione, che rilasciò una potenza di 9 chilotoni, dal mare si alzò un duomo d'acqua polverizzata che raggiunse i 260 m d'altezza dopo 7 secondi dall'esplosione, che era attraversato da pennacchi d'acqua in forma di raggiera, il più verticale dei quali continuò ad elevarsi per 12 secondi, e che raggiunse un diametro di 1200 m dopo 20 secondi dall'esplosione.

Un campione di circa 20 litri d'acqua raccolto dalla piscina radioattiva a circa 70 minuti dalla detonazione mostrò una radioattività di 5 R/ora.

### Umbrella

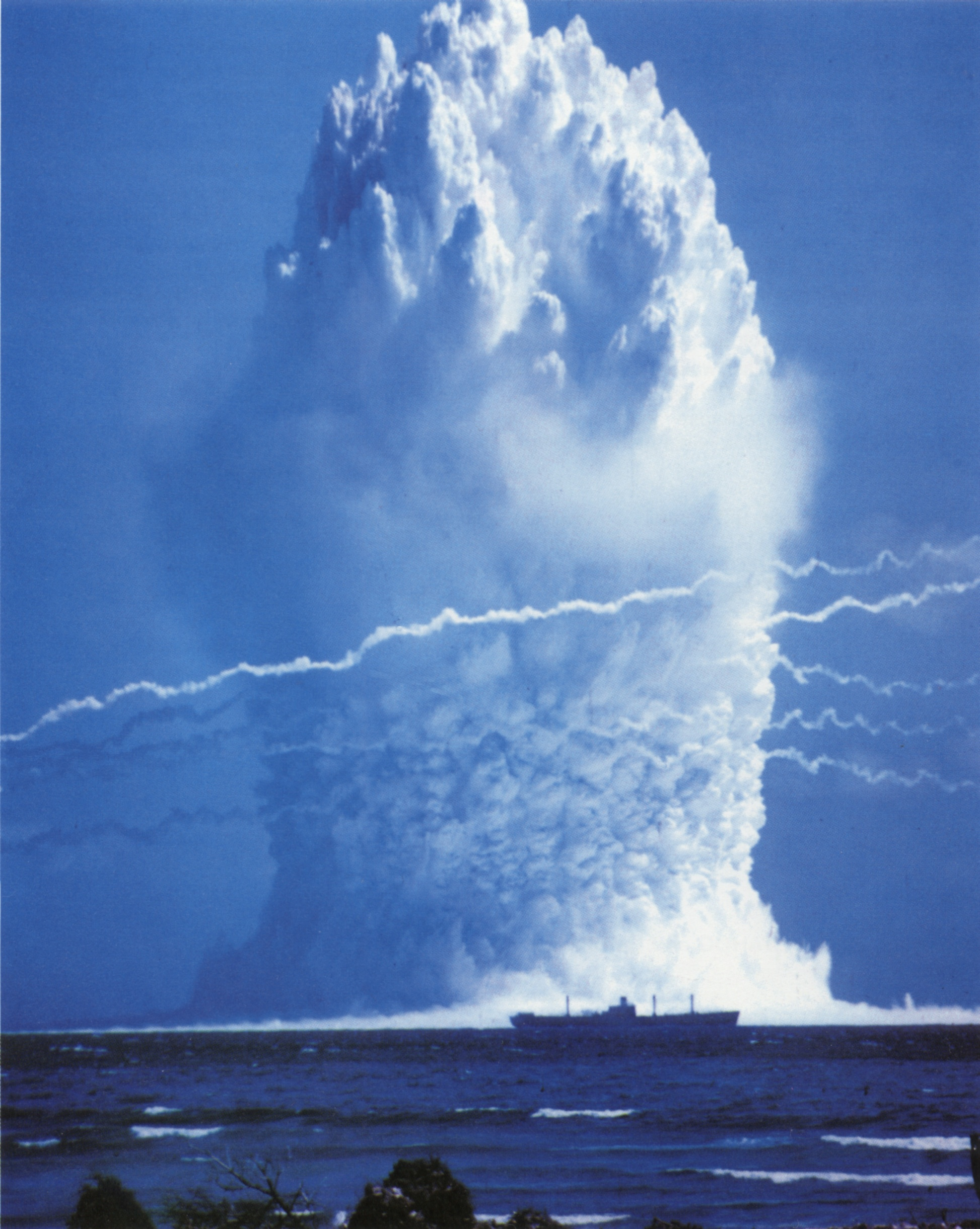
La colonna d'acqua formata dalla detonazione del test Umbrella.

Il test Umbrella fu il secondo test sottomarino dell'Operazione Hardtack I. Mentre il precedente test Wahoo fu condotto nel Pacifico, al largo delle coste dell'atollo di Enewetak, questo test fu condotto nella laguna dell'atollo e può quindi essere considerato una continuazione del test Baker, che era stato condotto all'interno della laguna dell'atollo Bikini nel corso dell'Operazione Crossroads. Le navi bersaglio utilizzate per il test Wahoo furono quindi, dopo l'opportuna decontaminazione e riparazione, trasportate nella laguna e nuovi strumenti di rilevazione furono disposti sia su di esse che nei fondali della laguna, cosa che si rivelò molto più facile rispetto al test precedente proprio grazie alle migliori condizioni ambientali offerte da quest'ultima.
L'ordigno, posto a una profondità di 46 metri, fu fatto detonare alle 11:15 locali del 9 giugno e questa volta il duomo d'acqua iniziò a formarsi dopo appena un decimo di secondo. A causa del diverso fondale, il duomo ebbe questa volta una forma molto più simile a una colonna e, dopo venti secondi dall'esplosione, aveva raggiunto un'altezza di 1500 m e un diametro di 1800 m. L'esplosione, che rilasciò una potenza di 8 chilotoni, creò nella laguna un cratere di diametro pari a 910 m e profondo 6,1 metri.

Dopo l'opportuna decontaminazione e riparazione, tutte le navi utilizzate come bersaglio furono considerate idonee alla navigazione e rimandate a Pearl Harbor tranne la Moran, la nave mercantile, quest'ultima, che era già stata gravemente danneggiata dal test Wahoo, non fu infatti considerata idonea alla navigazione dopo il test Umbrella e così fu affondata nei pressi dell'isola Ikuren.
I due test nucleari sottomarini permisero al ministero della difesa di raccogliere dati importanti circa l'effetto delle armi nucleari sulle navi. Una delle scoperte più importanti fu che questo tipo di esplosioni crea un fallout minore rispetto ai test atmosferici, poiché gran parte del materiale radioattivo viene assorbito dalle goccioline d'acqua in sospensione. Un'altra scoperta fu che gli effetti delle onde d'urto furono minori di quanto ci si fosse aspettato e si notò che, sebbene i danni sulle cacciatorpediniere disposte alle distanze testate fossero stati trascurabili, i danni ai loro equipaggiamenti le avevano comunque rese inservibili.

## Test
| Nome               | Data e ora (UT)            | Fuso orario locale | Sito | Altitudine + quota | Modalità, Scopo                                       | Tipo di ordigno                              | Potenza                      | Fonti                                  | Note |
| ------------------ | -------------------------- | ------------------ | --- | ------------------ | ----------------------------------------------------- | -------------------------------------------- | ---------------------------- | -------------------------------------- | --- |
| Yucca              | 28 aprile 1958, 02:40:00,3 | MHT (12 ore)       | Pacific Proving Grounds 12.617°N 167.025°E                                                                                          | 0 + 26,1 km        | da pallone aerostatico, sviluppo di armamenti         | W-25                                         | 1,7 kt                       | [ 1 ] [ 9 ] [ 8 ] [ 10 ] [ 11 ] [ 12 ] | Sviluppo di un sistema di difesa anti-missili balistici. |
| Cactus             | 5 maggio 1958, 18:15:00,1  | MHT (11 ore)       | Runit (Yvonne), atollo di Enewetak 11.5525°N 162.34727°E                                                                            | 1 m + 1 m          | a terra, sviluppo di armamenti                        | Stadio primario Mk-43                        | 18,0 kt                      | [ 1 ] [ 9 ] [ 11 ] [ 8 ]               | Test di uno stadio primario Mk-43 di una bomba termonucleare B43. |
| Fir                | 12 maggio 1958, 17:50:00,1 | MHT (12 ore)       | Namu (Charlie), atollo di Bikini 11.6908°N 165.2733°E                                                                               | 0 + 3 m            | Da chiatta, sviluppo di armamenti                     |                                              | 1,4 Mt                       | [ 1 ] [ 8 ] [ 12 ] [ 11 ]              | Test di un secondo stadio termonucleare pulito, solo 90 kt furono ottenuti da fissione, mentre il 93,4% della potenza fu ottenuto dalla fusione.                                                                                   |
| Butternut          | 12 maggio 1958, 18:15:00,1 | MHT (12 ore)       | Runit (Yvonne), atollo di Enewetak 11.53859°N 162.34367°E                                                                           | 0 + 3 m            | Da chiatta, sviluppo di armamenti                     | Stadio primario TX-46                        | 81 kt                        | [ 1 ] [ 8 ] [ 12 ] [ 11 ]              | Test dello stadio primario TX-46, simile a quello utilizzato nei test Oak e Yellowwood. |
| Koa                | 12 maggio 1958, 18:30:00,1 | MHT (12 ore)       | Teiter (Gene), atollo di Enewetak 11.66997°N 162.19847°E                                                                            | 2 m + 0,81 m       | Da terra, sviluppo di armamenti                       | XW-35                                        | 1,37 Mt                      | [ 1 ] [ 8 ] [ 12 ] [ 11 ]              | Prova di una testata termonucleare XW-35 per missili balistici intercontinentali. |
| Wahoo              | 16 maggio 1958, 01:30:00,5 | MHT (12 ore)       | Pokon (Irvin), atollo di Enewetak 11.32646°N 162.16309°E                                                                            | 0 - 150 m          | Esplosione sottomarina, effetto delle armi            | Mk-7                                         | 9 kt                         | [ 1 ] [ 8 ] [ 12 ] [ 11 ]              | Test di una bomba nucleare Mark 7 fatta esplodere sott'acqua, a 150 metri di profondità. |
| Holly              | 20 maggio 1958, 18:30:00,1 | MHT (12 ore)       | Runit (Yvonne), atollo di Enewetak 11.54029°N 162.35039°E                                                                           | 0 + 4 m            | Da chiatta, sviluppo di armamenti                     | XW-31Y3                                      | 5,9 kt                       | [ 1 ] [ 8 ] [ 12 ] [ 11 ]              | Test di prova della testata nucleare XW-31Y. |
| Nutmeg             | 21 maggio 1958, 21:20:00,2 | MHT (12 ore)       | Eninmen (Tare), atollo di Bikini 11.50355°N 165.3722°E                                                                              | 0 + 3 m            | Da chiatta, sviluppo di armamenti                     | Forse una delle prime testate XW-47 ?        | 25,1 kt                      | [ 1 ] [ 8 ] [ 12 ] [ 11 ]              | Ordigno termonucleare a due stadi, forse un modello W47. |
| Yellowwood         | 26 maggio 1958, 02:00:00,1 | MHT (12 ore)       | Enjebi (Janet), atollo di Enewetak 11.65751°N 162.22168°E                                                                           | 0 + 3 m            | Da chiatta, sviluppo di armamenti                     | TX-46                                        | 330 kt                       | [ 1 ] [ 8 ] [ 12 ] [ 9 ] [ 11 ]        | Test di un ordigno termonucleare "pulito" realizzato dai laboratori di Los Alamos. Il test fallì parzialmente e il secondo stadio rilasciò meno potenza del previsto. Fu testato nuovamente, e con successo, nel test Oak.         |
| Magnolia           | 26 maggio 1958, 18:00:00,1 | MHT (12 ore)       | Runit (Yvonne), atollo di Enewetak 11.53932°N 162.34841°E                                                                           | 0 + 4 m            | Da chiatta, sviluppo di armamenti                     | "Cougar"                                     | 57 kt                        | [ 1 ] [ 8 ] [ 12 ] [ 11 ]              | Test di un prototipo chiamato “Cougar”. |
| Tobacco            | 30 maggio 1958, 02:15:00,2 | MHT (12 ore)       | Enjebi (Janet), atollo di Enewetak 11.66056°N 162.22663°E                                                                           | 0 + 2,7 m          | Da chiatta, sviluppo di armamenti                     | XW-50                                        | 11,6 kt                      | [ 1 ] [ 8 ] [ 12 ] [ 11 ]              | Test esplorativo del prototipo termonucleare denominato XW-50 Nike-Zeus. Il test fallì, poiché il secondo stadio non si venne innescato.                                                                                           |
| Sycamore           | 31 maggio 1958, 03:00:00,1 | MHT (12 ore)       | Namu (Charlie), atollo di Bikini 11.69722°N 165.27486°E                                                                             | 0 + 3 m            | Da chiatta, sviluppo di armamenti                     | TX-41                                        | 92 kt                        | [ 1 ] [ 8 ] [ 12 ] [ 11 ]              | Test di un ordigno termonucleare "pulito" di modello TX-41. Il test fallì, con una potenza prodotta di soli 92 kt a fronte di un totale di 5 megatoni previsto (di cui 0,2 provenienti da fissione).                               |
| Rose               | 2 giugno 1958, 18:45:00,1  | MHT (12 ore)       | Runit (Yvonne), atollo di Enewetak 11.53926°N 162.34593°E                                                                           | 0 + 4,5 m          | Da chiatta, sviluppo di armamenti                     | Primario XW-49 ?                             | 15 kt                        | [ 1 ] [ 8 ] [ 12 ] [ 11 ]              | Test esplorativo del prototipo termonucleare denominato XW-49. Il test fallì poiché il secondo stadio non venne innescato. |
| Umbrella           | 8 giugno 1958, 23:15:00,2  | MHT (12 ore)       | Pokon (Irvin), atollo di Enewetak 11.37498°N 162.19399°E                                                                            | 0 - 46 m           | Esplosione sottomarina, effetto delle armi            | Mk-7                                         | 8 kt                         | [ 1 ] [ 8 ] [ 12 ] [ 9 ] [ 11 ]        | Esplosione sottomarina superficiale fatta avvenire a una profondità di 46 metri. |
| Maple              | 10 giugno 1958, 17:30:00,1 | MHT (12 ore)       | Yurochi aka Irioj (Dog), atollo di Bikini 11.6915°N 165.41582°E                                                                     | 0 + 3 m            | Da chiatta, sviluppo di armamenti                     |                                              | 213 kt                       | [ 1 ] [ 8 ] [ 12 ] [ 11 ]              | Test del secondo stadio "Dirty", per il quale era previsto che l'89% della potenza rilasciata derivasse dalla fissione. |
| Aspen              | 14 giugno 1958, 17:30:00,1 | MHT (12 ore)       | Namu (Charlie), atollo di Bikini 11.6908°N 165.2733°E                                                                               | 0 + 3 m            | Da chiatta, sviluppo di armamenti                     | Primario XW-47 ?                             | 319 kt                       | [ 1 ] [ 8 ] [ 12 ] [ 11 ]              | Si trattò probabilmente del test di un prototipo di secondo stadio con primario XW-47. |
| Walnut             | 14 giugno 1958, 18:30:00,1 | MHT (12 ore)       | Enjebi (Janet), atollo di Enewetak 11.65751°N 162.22168°E                                                                           | 0 + 2 m            | Da chiatta, sviluppo di armamenti                     |                                              | 1,5 Mt                       | [ 1 ] [ 8 ] [ 12 ] [ 11 ]              | Test di sviluppo di un prototipo termonucleare. |
| Linden             | 18 giugno 1958, 03:00:00,1 | MHT (12 ore)       | Runit (Yvonne), atollo di Enewetak 11.54061°N 162.35106°E                                                                           | 0 + 2,5 m          | Da chiatta, sviluppo di armamenti                     | Primario XW-50                               | 11 kt                        | [ 1 ] [ 8 ] [ 12 ] [ 11 ]              | |
| Redwood            | 27 giugno 1958, 17:30:00,1 | MHT (12 ore)       | Yurochi aka Irioj (Dog), atollo di Bikini 11.6915°N 165.41582°E                                                                     | 0 + 3 m            | Da chiatta, sviluppo di armamenti                     | Primario XW-47 ?                             | 412 kt                       | [ 1 ] [ 8 ] [ 12 ] [ 11 ]              | Si trattò probabilmente del test di un prototipo di secondo stadio con primario XW-47. La potenza attesa derivante dal processo di fusione era di 250 kt.                                                                          |
| Elder              | 27 giugno 1958, 18:30:00,1 | MHT (12 ore)       | Enjebi (Janet), atollo di Enewetak 11.66056°N 162.22663°E                                                                           | 0 + 2,7 m          | Da chiatta, sviluppo di armamenti                     | TX-43                                        | 880 kt                       | [ 1 ] [ 8 ] [ 12 ] [ 11 ]              | Test di una bomba termonucleare B43 in cui ci si aspettava che il 50% della potenza sarebbe derivato dal processo di fissione. |
| Oak                | 28 giugno 1958, 19:30:00,1 | MHT (12 ore)       | Bogallua (Alice), atollo di Enewetak 11.60309°N 162.10259°E                                                                         | 0 + 1,8 m          | Da chiatta, sviluppo di armamenti                     | TX-46/53                                     | 8,9 Mt                       | [ 1 ] [ 8 ] [ 12 ] [ 9 ] [ 11 ]        | Test di un ordigno termonucleare "pulito" realizzato dai laboratori di Los Alamos già testato durante il test Yellowwood e che questa volta ebbe successo.                                                                         |
| Hickory            | 29 giugno 1958, 00:00:00,9 | MHT (12 ore)       | Eninmen (Tare), atollo di Bikini 11.4961°N 162.3708°E                                                                               | 0 + 3 m            | Da chiatta, sviluppo di armamenti                     | Primario XW-47                               | 14 kt                        | [ 1 ] [ 8 ] [ 12 ] [ 11 ]              | Si trattò probabilmente del test di uno stadio primario XW-47. |
| Sequoia            | 1º luglio 1958, 18:30:00,1 | MHT (12 ore)       | Runit (Yvonne), atollo di Enewetak 11.54061°N 162.35106°E                                                                           | 0 + 2 m            | Da chiatta, sviluppo di armamenti                     | Primario XW-50                               | 5,2 kt                       | [ 1 ] [ 8 ] [ 12 ] [ 11 ]              | Test di uno stadio primario XW-50 usato anche nel test Pisonia. |
| Cedar              | 2 luglio 1958, 17:30:00,1  | MHT (12 ore)       | Namu (Charlie), atollo di Bikini 11.69722°N 165.27486°E                                                                             | 0 + 3,4 m          | Da chiatta, sviluppo di armamenti                     |                                              | 220 kt                       | [ 1 ] [ 8 ] [ 12 ] [ 11 ]              | Test di un ordigno termonucleare con un secondo stadio pulito; la potenza prevista derivante dal processo di fissione fu di 30 kt.                                                                                                 |
| Dogwood            | 5 luglio 1958, 18:30:00,2  | MHT (12 ore)       | Enjebi (Janet), atollo di Enewetak 11.66056°N 162.22663°E                                                                           | 0 + 3 m            | Da chiatta, sviluppo di armamenti                     | Primario XW-47 con secondo stadio "Piccolo"? | 397 kt                       | [ 1 ] [ 8 ] [ 12 ] [ 11 ]              | Si trattò probabilmente del test di un prototipo di secondo stadio chiamato "Piccolo" con primario XW-47. |
| Poplar             | 12 luglio 1958, 03:30:00,1 | MHT (12 ore)       | Namu (Charlie), atollo di Bikini 11.69704°N 165.26708°E                                                                             | 0 + 3 m            | Da chiatta, sviluppo di armamenti                     | TX-41                                        | 9,3 Mt                       | [ 1 ] [ 8 ] [ 12 ] [ 11 ]              | Test di una variante pulita del secondo stadio dell'ordigno termonucleare TX-41. Fu la detonazione più potente dell'Operazione Hardtack I e la quinta più potente mai realizzata dagli Stati Uniti d'America.                      |
| Scaevola           | 14 luglio 1958, 04:00:??   | MHT (12 ore)       | Runit (Yvonne), atollo di Enewetak 11.54662°N 162.35199°E                                                                           | 2 m + 6 m          | Da chiatta, test di sicurezza                         | XW-34                                        | Nessuna detonazione nucleare | [ 1 ] [ 8 ] [ 12 ] [ 11 ] [ 10 ]       | Si trattò di un test di sicurezza effettuato su una testata W-34 che fu portato a termine positivamente. |
| Pisonia            | 17 luglio 1958, 23:00:??   | MHT (12 ore)       | Runit (Yvonne), Enewetak Atoll 11.55°N 162.31°E                                                                                     | 0 + 2 m            | Da chiatta, sviluppo di armamenti                     | Testata XW-50 con stadio primario Sequoia    | 255 kt                       | [ 1 ] [ 8 ] [ 12 ] [ 11 ] [ 10 ]       | Si trattò probabilmente di un prototipo della testata termonucleare XW-50, modificata rispetto al test Tobacco, che usava uno stadio primario modello Sequoia.                                                                     |
| Juniper            | 22 luglio 1958, 04:20:00,1 | MHT (12 ore)       | Eninmen (Tare), atollo di Bikini 11.50355°N 165.3722°E                                                                              | 0 + 3 m            | Da chiatta, sviluppo di armamenti                     | XW-47                                        | 65 kt                        | [ 1 ] [ 8 ] [ 12 ] [ 9 ] [ 11 ]        | Si trattò del test di una testata XW-47 completamente rivisitata dai laboratori Lawrence di Berkeley. Fu l'ultimo test atmosferico effettuato nell'atollo di Bikini.                                                               |
| Olive              | 22 luglio 1958, 20:30:00,2 | MHT (12 ore)       | Enjebi (Janet), atollo di Enewetak 11.66056°N 162.22663°E                                                                           | 0 + 3 m            | Da chiatta, sviluppo di armamenti                     |                                              | 202 kt                       | [ 1 ] [ 8 ] [ 12 ] [ 11 ]              | Test di un prototipo basato sull'efficienza: l'ordigno pesava 100 kg e rilasciò 2 chilotoni di potenza per ogni chilogrammo di peso.                                                                                               |
| Pine               | 26 luglio 1958, 20:30:00,2 | MHT (12 ore)       | Enjebi (Janet), atollo di Enewetak 11.6513°N 162.21414°E                                                                            | 0 + 3 m            | Da chiatta, sviluppo di armamenti                     | Mk-41                                        | 2 Mt                         | [ 1 ] [ 8 ] [ 12 ] [ 11 ]              | Test di una variante dell'ordigno termonucleare "pulito" TX-41. |
| Piñon (cancellato) | Agosto 1958                | MHT (12 ore)       | Pacific Proving Grounds 12°N 162°E                                                                                                  | 3 m +              | Atmosferico, effetto delle armi                       |                                              | Sconosciuta                  |                                        | Il test, che prevedeva l'utilizzo di un ordigno termonucleare, fu cancellato dal Presidente Eisenhower poiché era troppo vicino alla sua dichiarazione di una moratoria sui test nucleari.                                         |
| Teak               | 1º agosto 1958, 10:50:05,6 | JAMT (-11 ore)     | Isola Johnston, atollo Johnston 16.73365°N 169.52534°W, elv: 3+0 m; Detonazione sopra l'isola Johnston 16.7439°N 169.5333°W         | N/A + 81,3 km      | Test in alta atmosfera (30-80 km), effetto delle armi | W-39                                         | 3,8 Mt                       | [ 1 ] [ 8 ] [ 12 ] [ 11 ]              | Sviluppo di un sistema di difesa anti-missili balistici. L'ordigno fu lanciato con un missile Redstone ed errori di calcolo fecero sì che esplose esattamente sulla verticale dell'isola Johnston.                                 |
| Quince             | 6 agosto 1958, 02:15:??    | MHT (12 ore)       | Runit (Yvonne), atollo di Enewetak 11.54828°N 162.35079°E                                                                           | 1 m + 1 m          | Da terra, sviluppo di armamenti                       | XW-51 ?                                      | Nessuna detonazione nucleare | [ 1 ] [ 8 ] [ 12 ] [ 11 ] [ 10 ]       | Si trattava probabilmente del test di una testata XW-51 ma la detonazione non avvenne. |
| Orange             | 12 agosto 1958, 10:30:08,6 | JAMT (-11 ore)     | Isola Johnston, atollo Johnston16.73365°N 169.52534°W, elv: 3+0 m; Detonazione 41 km a sud dell'isola Johnston 16.3583°N 169.5356°W | N/A + 45,5 km      | Test in alta atmosfera (30-80 km), effetto delle armi | W-39                                         | 3,8 Mt                       | [ 1 ] [ 8 ] [ 12 ] [ 11 ]              | Sviluppo di un sistema di difesa anti-missili balistici. L'ordigno fu lanciato con un missile Redstone. |
| Fig                | 18 agosto 1958, 04:00:??   | MHT (12 ore)       | Runit (Yvonne), atollo di Enewetak 11.54955°N 162.34879°E                                                                           | 1 m + 0,5 m        | Da terra, sviluppo di armamenti                       | XW-51 ?                                      | 20 t                         | [ 1 ] [ 8 ] [ 11 ] [ 10 ]              | Si trattò probabilmente del test di una testata XW-51, simile a quella usata nel test Quince, ma che questa volta ebbe successo. Fu l'ultimo test atmosferico effettuato nell'atollo di Enewetak, nonché l'ultimo dell'operazione. |

1. ↑  Gli Stati Uniti d'America, la Francia e il Regno Unito chiamano ogni loro singolo test con un nome in codice, mentre Unione Sovietica e Cina, salvo rari casi, non lo fanno, quindi i loro test sono identificati solo da numeri. Un trattino seguito da un numero indica un membro di un test a salve.
2. ↑  Per convertire l'ora universale in ora locale, si deve aggiungere alla prima il numero tra parentesi.
3. ↑  Nome del luogo e corrispettive coordinate. Nel caso di test missilistici, viene indicato il luogo di lancio del missile prima del luogo della detonazione. Mentre alcune località possono essere indicate con sicurezza, nel caso, ad esempio, di esplosioni in alta atmosfera, le indicazioni possono essere piuttosto inaccurate.
4. ↑  Con "altitudine" si intende l'altezza rispetto al livello del mare del terreno posto direttamente sotto l'esplosione, mentre con "quota" si intende la distanza tra tale punto e l'esplosione. Nel caso di test missilistici, il livello del terreno è indicato con "N/A". L'assenza di numeri o altre indicazioni sta a significare che il valore è sconosciuto.
5. ↑  L'energia liberata espressa in chilotoni e megatoni.